# Ornithopus pinnatus
Ornithopus pinnatus là một loài thực vật có hoa trong họ Đậu. Loài này được (Mill.) Druce miêu tả khoa học đầu tiên.